# Кнуд VI
Кнуд VI (дат. Knud 6.; 1163 — 12 ноября 1202, неизвестно) — король Дании с 1182 года, соправитель своего отца Вальдемара I Великого с 1170 года. Старший сын Вальдемара I и Софии Полоцкой.

## Внешняя политика
Отец Кнуда назначил его соправителем в 1170 году, положив начало правлению своих потомков. В 1182 году Кнуд вступил на престол и по совету Абсалона проводил политику, независимую от императора Священной римской империи Фридриха I. В результате удачной военной кампании Абсалона (1184 год) Кнуд в 1185 году получил власть над Померанией. Вскоре были завоёваны славянские территории Мекленбурга и пограничные владения немецких принцев.
Возросшая роль Дании в европейской политике была подтверждена браком сестры Кнуда Ингеборги на французском короле Филиппе II Августе в 1196 году. Впрочем, через 3 месяца брак был расторгнут по инициативе Филиппа II.
Дания также вмешивалась в споры между немецкими князьями. После 1192 года датская политика на южном направлении определялась братом Кнуда Вальдемаром, который расширил владения на восточно-балтийские территории вплоть до реки Одер. В 1197 году был организован крестовый поход в Эстонию.
Во время его правления Дания распространила своё влияние на территории Священной Римской империи вдоль южного берега Балтийского моря (Померания, Мекленбург, Гольштейн). Роль Кнуда в расширении территории Дании была менее значительна по сравнению с деятельностью его брата Вальдемара, герцога Гольштейна (впоследствии датский король Вальдемар II Победоносный), и датского архиепископа Абсалона.

## Браки
В 1177 году женился на Гертруде — дочери герцога Саксонии и Баварии Генриха Льва. Детей у них не было.